# Tetramorium talpa
Tetramorium talpa är en myrart som först beskrevs av Bolton 1976.  Tetramorium talpa ingår i släktet Tetramorium och familjen myror. Inga underarter finns listade i Catalogue of Life.

## Bildgalleri

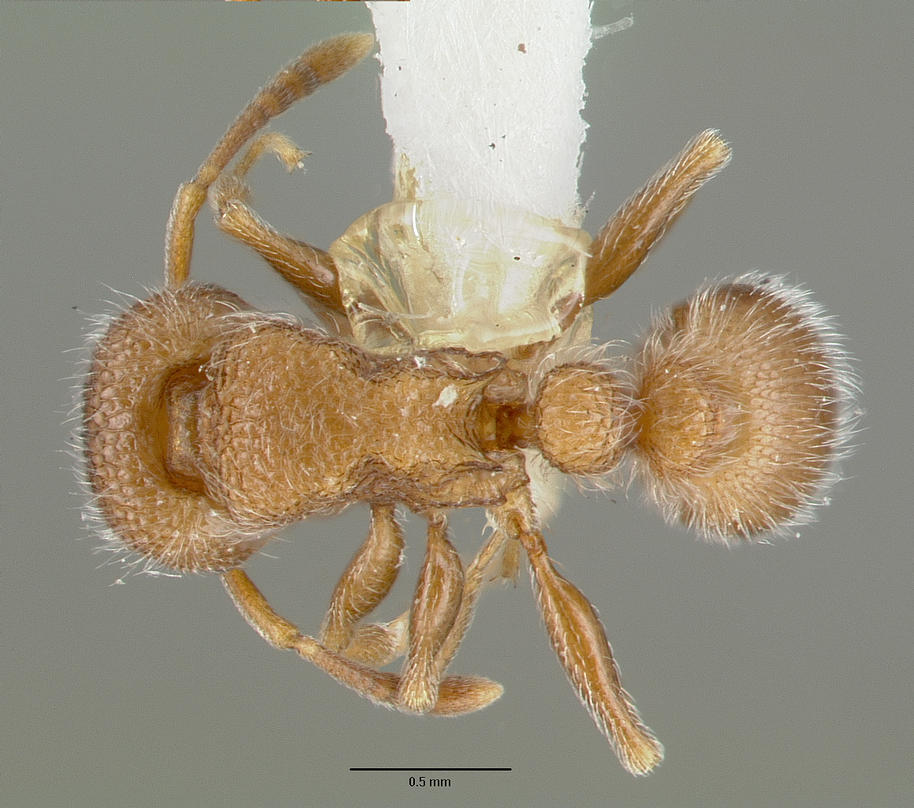
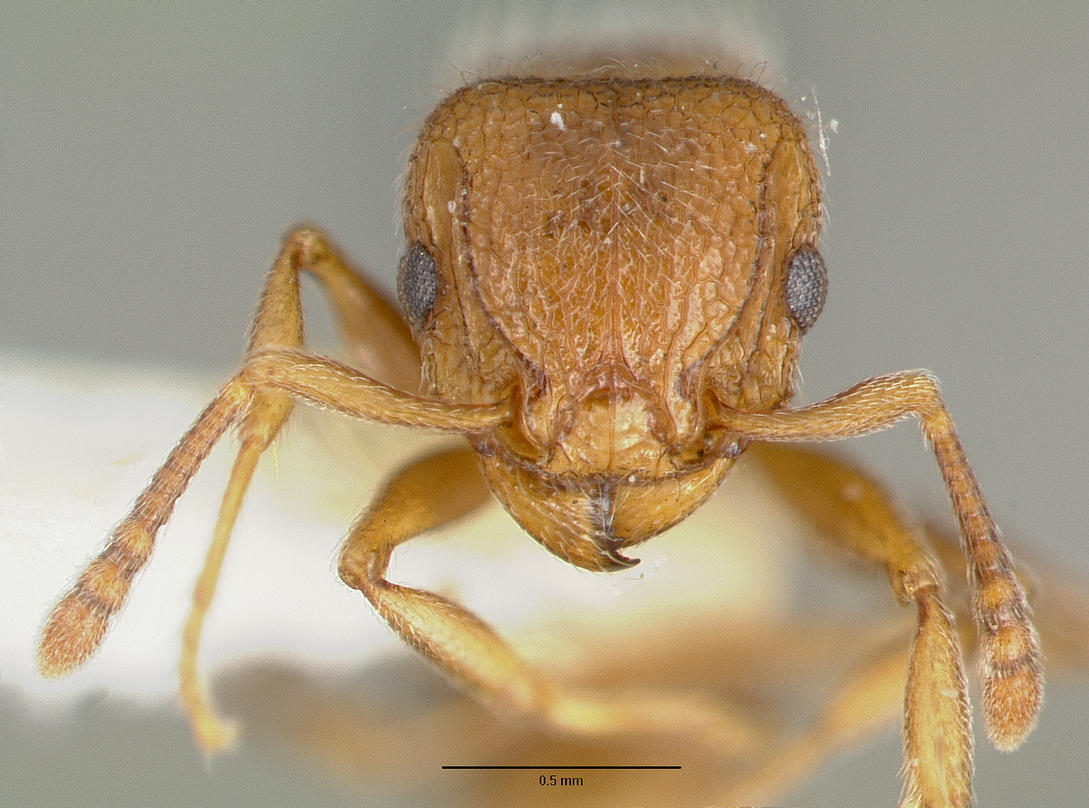
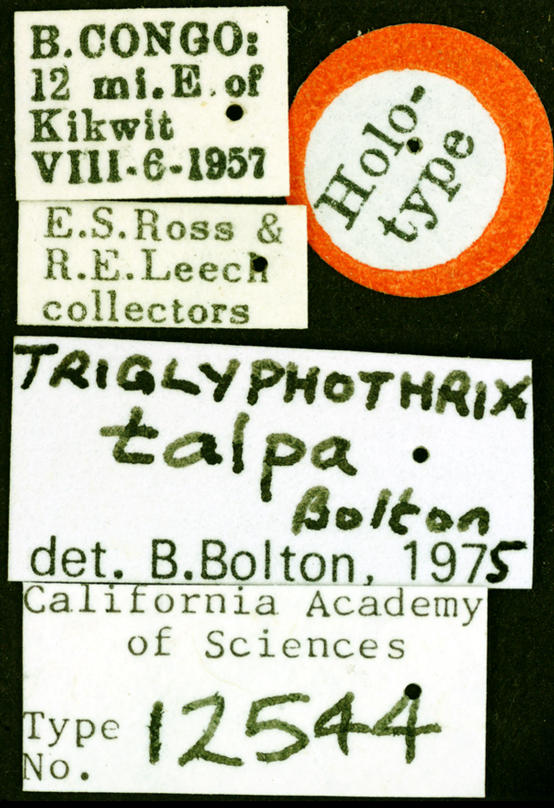
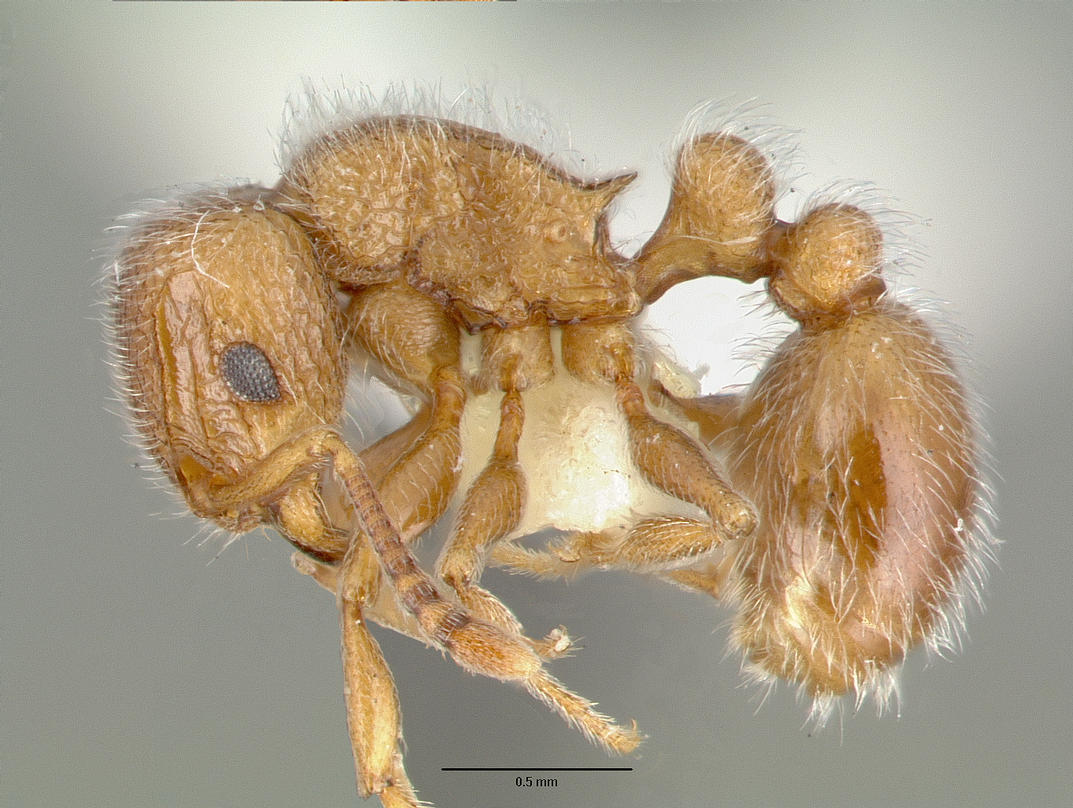